# Kamnica, Maribor
Kamnica je strnjeno primestno naselje z okoli 1.700 prebivalci v Dravski dolini, zahodno od Maribora, na levem bregu reke Drave, med Kamniškim potokom in potokom Rošpoh. Proti zahodu meji z naseljem Bresternica, nad obema pa je Brestrniški vrh (489 m). 
Središče naselja predstavlja trg pred župnijsko  cerkvijo sv. Martina. V okolici so zaselki Na Otoku, Novo Naselje v bližini Elektrarne Mariborski otok, Kamniška Graba ter Lucijin in Kamniški Breg na prisojnih pobočjih jugovzhodnih obronkov Kozjaka (Lucijin breg, 525 m), severno od naselja, kjer so ugodne lege za vinogradništvo.

## Etimologija
Krajevna imena pogosto označujejo lego ali posebnosti kraja, v zvezi s tem so nastala imena kot Kamnica, Selnica in druga. Slovenska imena so: Kamca, Kanca, Kamnenca, Kamica in Kamnica. Vsa ta slovenska imena se navezujejo na besedo kamen. Kamniški potok teče večinoma po kamnitem koritu Kamniške grabe, kjer so številne kameniščnice ali kamenice (ostanki kamnolomov, ki so še danes vidni), iz katerih s pridobivali material za gradnjo starejših hiš v naselju.

### Mariborski otok
Pod jezom hidroelektrarne je na Mariborskem otoku urejeno istoimensko kopališče, otok pa je največji rečni otok v Sloveniji.

## Zgodovina
Območje, na katerem danes stoji Kamnica, je bilo naseljeno že v prazgodovini, o čemer pričajo številne arheološke najdbe.
V letu 1091 je grof Engelbert Spanheimski v Št. Pavlu v Labotski dolini na Koroškem ustanovil benediktinski samostan in mu podelil posesti tudi v Dravski dolini. Cerkev sv. Martina, župnijska cerkev župnije Kamnica, se v ohranjenih pisnih virih prvič omenja med letoma 1096 in 1105 ter je že v 12. stoletju postala središče pražupnije, katere sedež so kasneje prenesli v Maribor. Kamnica je zatem postala vikariat, v 14. stoletju pa zopet župnija. V 16. stoletju je prihajalo do sporov med Krško škofijo in Salzburško nadškofijo, ki so se končali šele leta 1859. 
Med tuškimi vpadi je bila leta 1532 Kamnica s cerkvijo vred požgana. Sredi 17. stoletja so cerkev barokizirali in je zaradi bogate baročne notranje opreme ena najpomembnejših kulturnih spomenikov v okolici Maribora.

## Naravna in kulturna dediščina

### Huzarjev skok
V okolici Kamnice je precej sprehajalnih poti. Ena izmed njih je Huzarjev skok, ki je svoje ime dobil leta 1849, ko je nad previsnimi stenami pri izlivu potoka potekala bitka z umikajočimi Madžari. Dva huzarja, ki sta se hotela rešiti, sta skočila s sten v Dravo. Pri tem naj bi eden utonil, drugega pa so kasneje ujeli. Na območju Kamniškega potoka je pod previsno steno kotanja, v kateri so nekoč ženske prale perilo in se še danes imenuje Huzarjev skok.

### Hudičeve skale
Drava je nekoč tekla mnogo višje kot danes. Prod in pesek, ki ju je odlagala ob strugi, sta se s časoma spoprijela v kamnino konglomerat. Kamnina je kasneje razpokala in površinsko preperela in nastale so hudičeve skale. Razporejene so v trikotniku. Ležijo tesno druga ob drugi. Visoke so od 2,2 do 4 metre. Skale sestavljajo miocenski konglomerati, ki so svetlo sive do zelenkasto sive barve. Vsebujejo prodnike, ki so veliki od 1 do 13 cm. Prodniki so večinoma močno zaobljeni. V konglomeratu je tudi veliko skupkov kremenovih kristalčkov. Med konglomerati so tudi tanki vložki peščenjaka in peščenega laporja. V peščenjaku se lahko najdejo ostanki školjik. Skale so izreden pojav v naravnem stanju. Hudičeve skale so danes priljubljena izletniška točka na planinski poti do Tojzlovega vrha. Z njih se odpira čudovit razgled na Dravsko jezero z jezom in Mariborskim otokom pod njim.
Legenda pravi, da so Kamničani postali zelo neverni. Nad takimi dušami je dobil oblast hudič. Neke noči je znosil na vrh mogočne skale z namenom pokončati Kamničane in njihove duše prikleniti v peklenskem kraljestvu. Toda v trenutku, ko je dvignil prvi kamen, da ga vrže na Kamnico je posijalo sonce in v vasi je zapel petelin. Vrag je izgubil moč in je moral pobegniti. Skale so ostale in s tem tudi njihovo ime.

### Urban
Sveti Urban je najbolj znana izletniška točka v bližnji okolici Maribora. Vrh meri 597 metrov nadmorske višine in leži na stičišču Slovenskih goric in Kozjaka. Prvo pisno omembo cerkve zasledimo leta 1352. Cerkvica na Urbanu je posvečena sv. Urbanu. Ker obhajamo njegov god 25. maja, torej ravno v dneh, ko imajo vinogradniki največ dela na vinski trti, je zavetnik viničarjev, vina, vinogradnikov in sodarjev. Marsikje je njegova podoba v vinogradu. Nekoč so jo v procesijah nosili po vinogradih. Zato ima Urbanovo velik pomen v kmečkem koledarju, eden od pregovorov pravi: »Če se Urban greje zelo, trgatev dobra bo.«

## Gospodarstvo
Kamničani so se nekdaj preživljali z vinogradništvom, živinorejo, sadjarstvom in gozdarstvom. Štajerska jabolka so bila cenjena daleč naokoli, pred drugo svetovno vojno so jih izvažali celo v Bosno. Danes razen mizarske delavnice v naselju ni večjih obrtnih ali gospodarskih obratov. 